# Vietteania catadela
Vietteania catadela là một loài bướm đêm trong họ Noctuidae.